# Giardino delle Tuileries

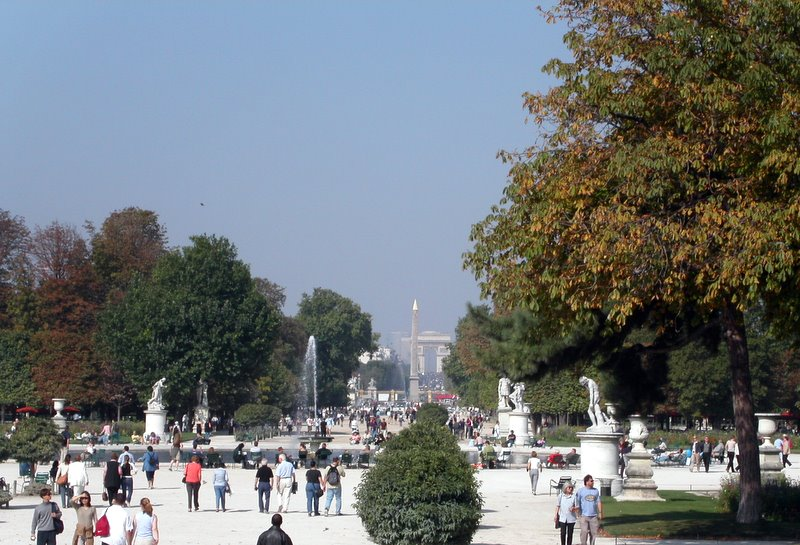
Il giardino delle Tuileries, visto dal grande bacino posto fra Place de la Concorde e Arc de Triomphe

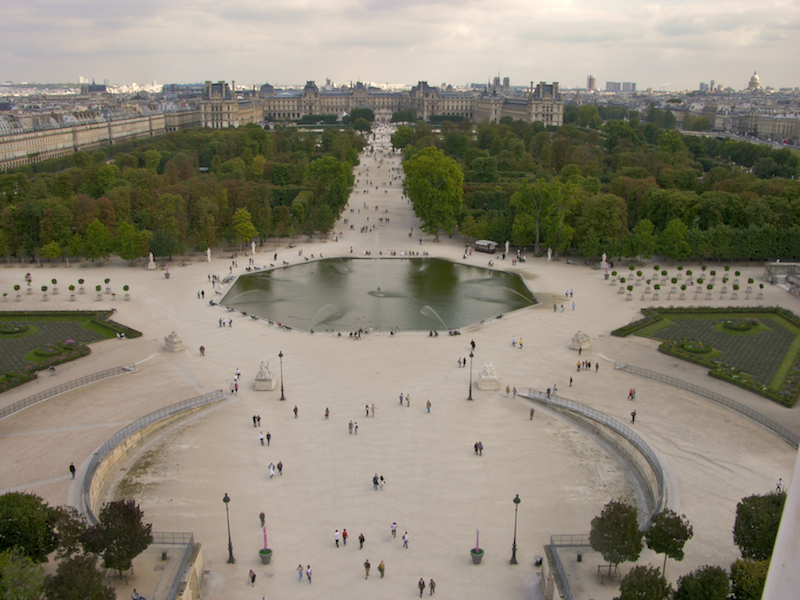
Il giardino delle Tuileries da ovest - il Fer à cheval (ferro di cavallo), Grand Bassin Octagonal, e la Grande Allée che termina al Louvre

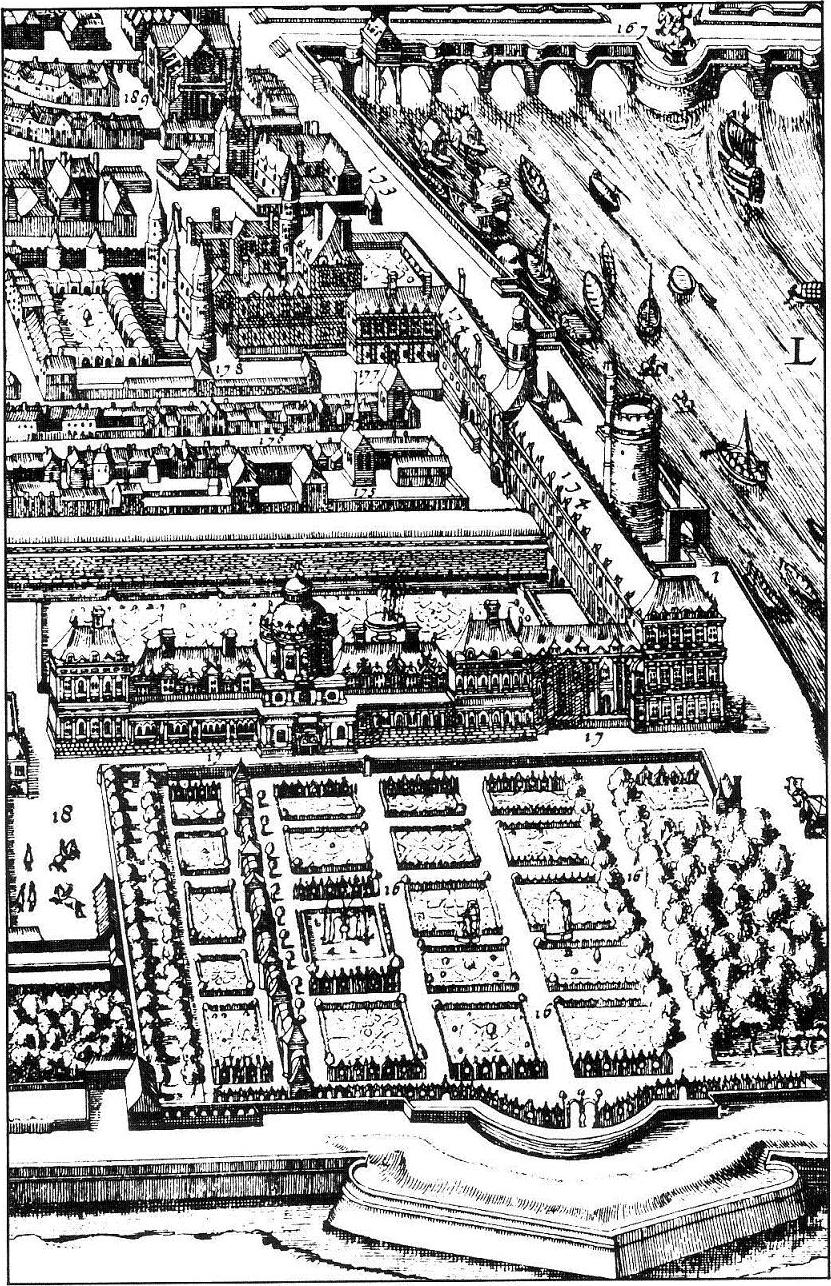
Il giardino delle Tuileries nel 1615, dove si trova oggi il Grand Basin. Sono visibili la passeggiata coperta e la scuola di equitazione fondata da Catherine.

Il giardino delle Tuileries (in lingua francese Jardin des Tuileries, /ʒaʁdɛ̃ de tɥilʁi/) è un giardino alla francese collocato fra il Museo del Louvre e Place de la Concorde nel I arrondissement di Parigi. Creato da Caterina de' Medici come giardino del Palazzo delle Tuileries nel 1564, venne aperto al pubblico nel 1667 e divenne un parco pubblico dopo la Rivoluzione francese. Nel XIX e nel XX secolo è stato il luogo celebrato dai parigini per il passeggio ed il relax.

## Il giardino di Caterina de' Medici
Nel luglio 1559, dopo la morte del marito, Enrico II, la regina Caterina de' Medici decise di spostare la sua residenza al castello di Tournelles, vicino alla Bastiglia, lasciando il palazzo del Louvre, assieme a suo figlio, il nuovo re Francesco II. Decise che avrebbe costruito lì un nuovo palazzo per se stessa, separato dal Louvre, con un giardino sul modello dei giardini della sua Firenze.
A quel tempo c'era un'area vuota delimitata dalla Senna a sud, da rue Saint-Honoré a nord, dal Louvre a est, e dalle mura della città e da un profondo fossato pieno d'acqua ad ovest. Dal XIII secolo questa zona era occupata da botteghe, chiamate tuileries, che fabbricavano tegole per i tetti degli edifici. Alcuni dei terreni erano stati acquistati all'inizio del XVI secolo dal re Francesco I. Caterina acquistò altri terreni e cominciò a far costruire un nuovo palazzo e il giardino.
La regina fece venire un architetto paesaggista da Firenze, Bernardo Carnesecchi, per far realizzare un giardino rinascimentale all'italiana, con fontane, un labirinto e una grotta, decorata con immagini di faience, rappresentanti piante ed animali, realizzate da Bernard Palissy, al quale Caterina aveva ordinato di scoprire il segreto della porcellana cinese.
Il giardino di Caterina de' Medici era uno spazio chiuso, lungo cinquecento metri e largo trecento, separato da una strada dal nuovo castello. Era diviso in scomparti rettangolari da sei viottoli e le sezioni erano piantate con prati, aiuole, e piccoli gruppi di cinque alberi, chiamati Quinconces, e, più praticamente, con orti e vigneti.
Le Tuileries furono al loro tempo il più bello e grande giardino di Parigi. Caterina lo utilizzò per sontuose feste reali in onore degli ambasciatori della regina Elisabetta I e per il matrimonio di sua figlia, Margherita di Valois, con il futuro Enrico IV.

## Il giardino di Enrico IV
Re Enrico III fu costretto a fuggire da Parigi nel 1588, e il giardino cadde in rovina. Il suo successore, Enrico IV e il suo giardiniere, Claude Mollet, restaurarono i giardini e costruirono una passeggiata coperta della lunghezza del giardino, e una pista parallela piantumata con alberi di gelso, visto che sperava di coltivare i bachi e dar vita ad una industria della seta in Francia. Egli fece anche costruire una vasca rettangolare di 65 metri per 45 metri con una fontana alimentata tramite una nuova pompa chiamata La Samaritaine, che era stata costruita nel 1608 sul Pont Neuf. L'area compresa tra il palazzo e l'ex fossato di Carlo V fu trasformato nel "Nuovo Giardino", con una grande fontana al centro. Anche se Enrico IV non visse mai nel Palazzo delle Tuilieries, che era continuamente in fase di costruzione, utilizzò i giardini per il relax e l'esercizio fisico.

## Il giardino di Luigi XIII
Nel 1610, alla morte del padre, Luigi XIII, all'età di nove anni, divenne il nuovo proprietario dei giardini delle Tuileries che divennero il suo enorme parco giochi, usato per la caccia e nel quale teneva un serraglio di animali. Sul lato nord dei giardini, Maria de' Medici aveva istituito una scuola di equitazione, scuderie e un maneggio coperto per i cavalli.
Quando il re e la corte erano assenti da Parigi, i giardini si trasformavano in un luogo di piacere per la nobiltà. Nel 1630 una conigliera presso il bastione ovest del giardino venne trasformata in una passeggiata fiorita e un cabaret. La figlia di Gastone d'Orleans e nipote di Luigi XIII, conosciuta come La Grand Mademoiselle, tenne una sorta di corte nel cabaret e il "Giardino Nuovo" di Enrico IV (oggi Carosello) divenne noto come il Parterre de Mademoiselle. Nel 1652 la Grand Mademoiselle venne espulsa dal castello e dal giardino per aver sostenuto una rivolta, la Fronde, contro suo cugino, il giovane Luigi XIV.

## Il giardino di Luigi XIV e Le Nôtre

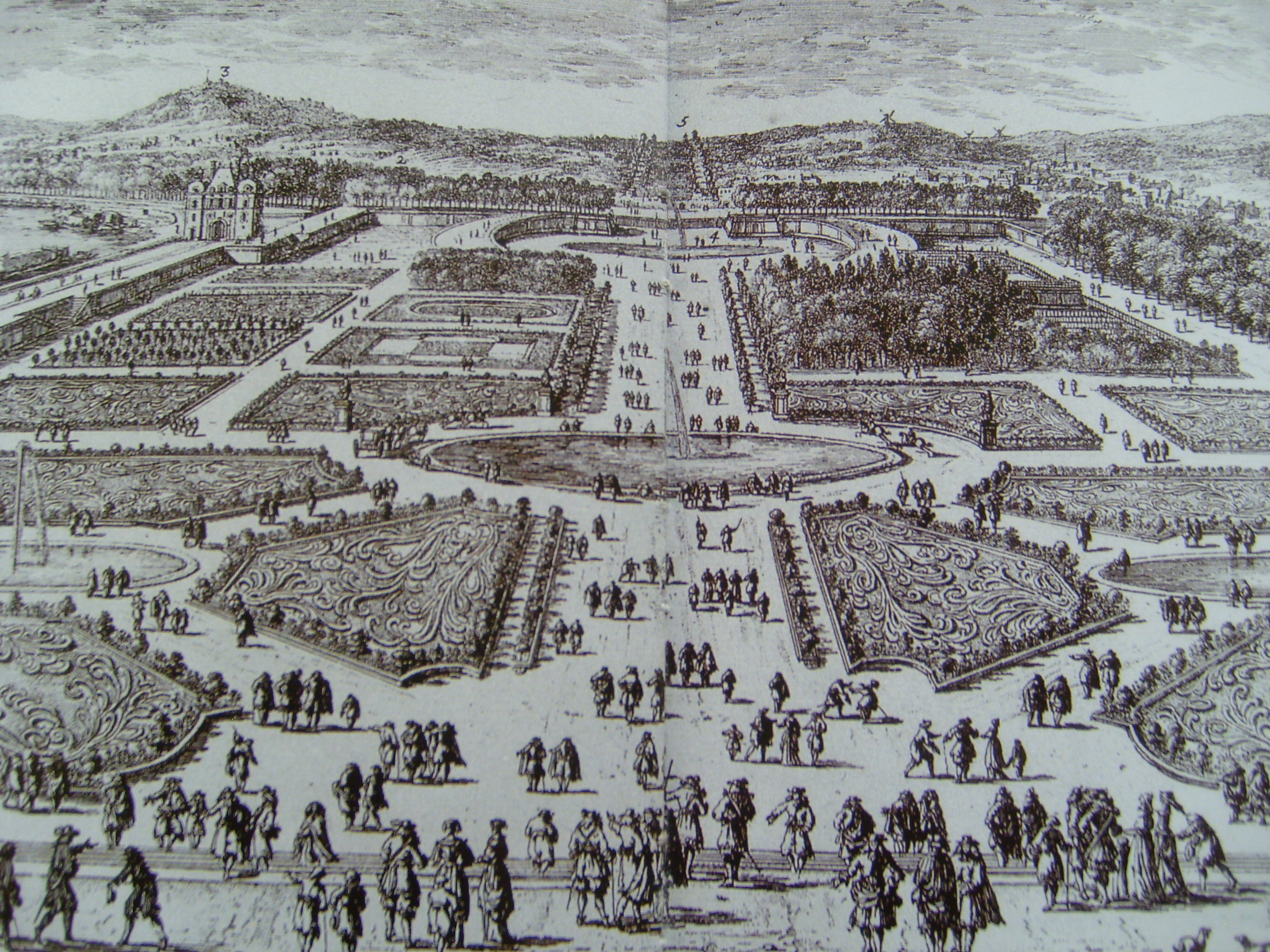
Il giardino delle Tuileries di Le Nôtre nel XVII secolo, guardando ad ovest verso i fututri Champs Elysees. Incisione di Perelle.

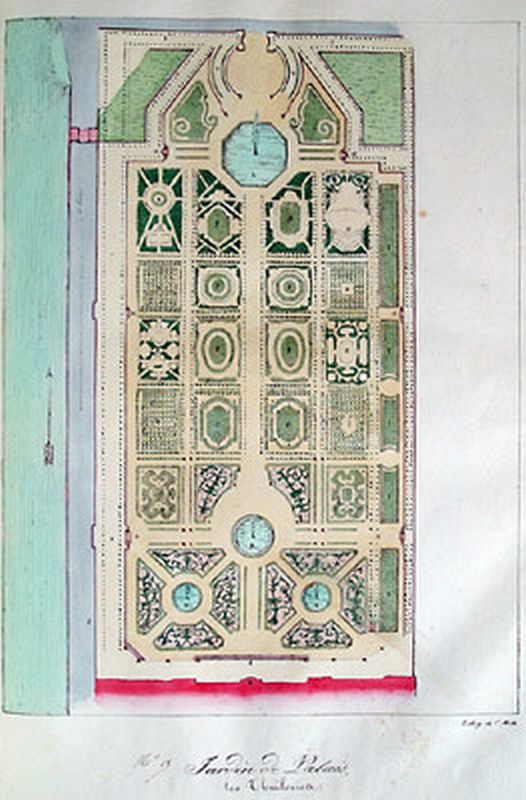
Il progetto di André Le Nôtre per i giardini delle Tuileries (1666-1672)

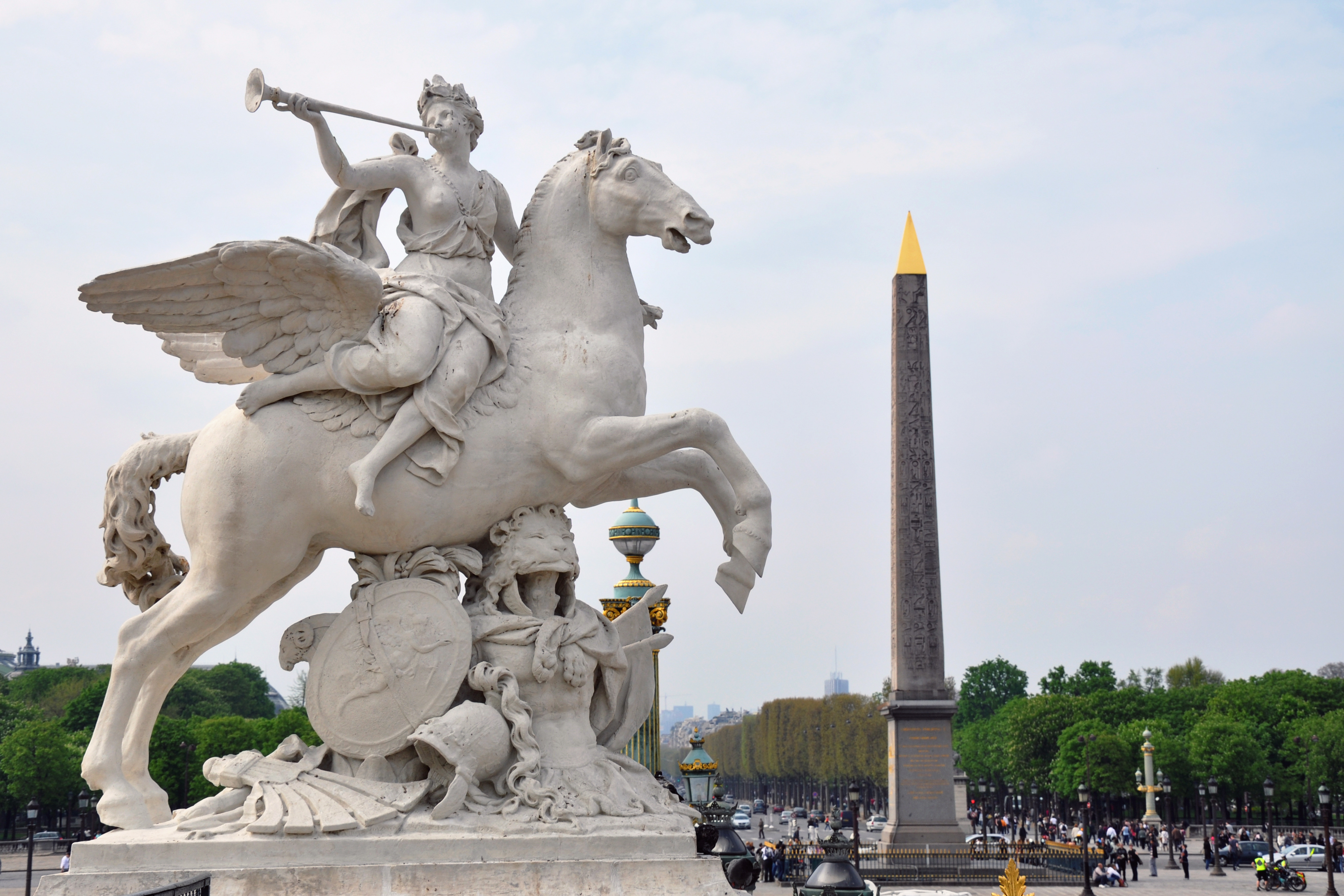
La statua del Renommée, o la fama del re, a cavallo di Pegaso, (1699) di Antoine Coysevox (1640-1720) all'ingresso ovest del giardino, originariamente nel palazzo di Luigi XIV a Marly, spostata alle Tuileries nel 1719

Il nuovo re impose rapidamente il proprio senso dell'ordine ai giardini delle Tuileries. I suoi architetti, Louis Le Vau e François d'Orbay, terminarono finalmente il palazzo delle Tuileries, facendone una vera e propria residenza reale. Nel 1662, per celebrare la nascita del suo primo figlio, Luigi XIV tenne un grande corteo di cortigiani a cavallo nel nuovo giardino alla francese che era stato ampliato riempiendo il fossato di Carlo V e trasformato in campo da parate. Successivamente, la piazza divenne nota come la Place du Carrousel.
Nel 1664, Colbert, il sovrintendente degli edifici del re, incaricò l'architetto paesaggista André Le Nôtre, di ridisegnare l'intero giardino. Le Nôtre era il nipote di Pierre Le Nôtre, uno dei giardinieri di Caterina de' Medici, e suo padre Jean era stato anch'egli giardiniere alle Tuileries. Egli iniziò trasformando le Tuileries in un formale giardino alla francese, uno stile che aveva sviluppato a Vaux-le-Vicomte e perfezionato a Versailles, sulla base di simmetria, ordine e lunghe prospettive.
I giardini di Le Nôtre erano progettati per essere visti dall'alto, da un edificio o da una terrazza. Eliminò la strada che separava il palazzo dal giardino, e la sostituì con una terrazza che guardava, dall'alto in basso, il parterre delimitato da basse siepi di bosso e aiuole con disegni di fiori. Al centro delle aiuole pose tre vasche con fontane. Di fronte, al centro della prima fontana disegnò la grande allée, lunga 350 metri. Costruì altri due viottoli, fiancheggiati da alberi di castagno, su entrambi i lati. Questi tre viali principali erano attraversati da piccoli vicoli, per creare compartimenti contenenti diversi alberi, arbusti e fiori.
Sul lato sud del parco, vicino alla Senna, costruì una lunga terrazza alberata, chiamata la Terrasse du Bord-de-l'eau, con una vista sul fiume. Una seconda terrazza venne costruita sul lato nord, con vista sul giardino, chiamata Terrasse des Feuillants.
Sul lato ovest del giardino, accanto all'odierna Place de la Concorde, costruì due rampe a forma di ferro di cavallo e due terrazze con vista su un bacino ottagonale del diametro di sessanta metri, con una fontana al centro. Queste terrazze incorniciavano l'ingresso occidentale del giardino, e costituivano un altro punto di vista per vedere il giardino dall'alto.
Le Notre voleva che la prospettiva dal palazzo, alla fine occidentale del giardino, continuasse anche al di fuori del giardino stesso. Nel 1667 fece il progetto per un viale, con due file di alberi su entrambi i lati, che continuavano ad ovest verso l'attuale Rond-Point des Champs Elysées.
Le Nôtre e le sue centinaia di muratori, giardinieri e addetti al movimento terra, lavorarono sul giardino nel periodo 1666-1672. Ma, nel 1671, il Re, furioso con i parigini perché si opponevano alla sua autorità, abbandonò Parigi e si trasferì a Versailles.
Nel 1667, su richiesta del celebre autore di La bella addormentata e altre fiabe, Charles Perrault, il Giardino delle Tuileries venne aperto al pubblico, ad eccezione dei mendicanti, "lacchè" e soldati. Fu il primo giardino reale ad essere aperto al pubblico

## Il giardino delle Tuileries nel XVIII secolo
Dopo la morte di Luigi XIV, il futuro Luigi XV divenne proprietario del giardino delle Tuileries all'età di cinque anni. Il giardino, abbandonato da quasi quarant'anni, venne rimesso in ordine. Nel 1719, due grandi gruppi statuari equestri, La Renommée e Mercure, opera dello scultore Antoine Coysevox, vennero spostati dalla residenza del Re a Marly e posti all'ingresso ovest del giardino. Altre statue di Nicholas e Guillaume Coustou, Corneille e Cleve Sebastien Slodz, Thomas Regnaudin e Coysevox vennero collocate lungo il Canal Allée Un ponte mobile (pont-tournant) venne posto sul lato ovest sopra il fossato, per rendere più facile l'accesso al giardino. La creazione della piazza Luigi XV (ora Place de la Concorde) ha creato un grande vestibolo al giardino.
Alcune festività, come il 25 agosto, festa di san Luigi, sono state celebrate con concerti e fuochi d'artificio nel parco. Un pallone aerostatico ante litteram venne realizzato nel giardino il 1º dicembre 1783 da Jacques Alexandre César Charles e Nicolas Louis Robert. Vennero approntati anche piccoli stand gastronomici e le sedie potevano essere noleggiate a basso prezzo. Le toilette pubbliche vennero realizzate nel 1780.

## Il giardino delle Tuileries durante la rivoluzione francese

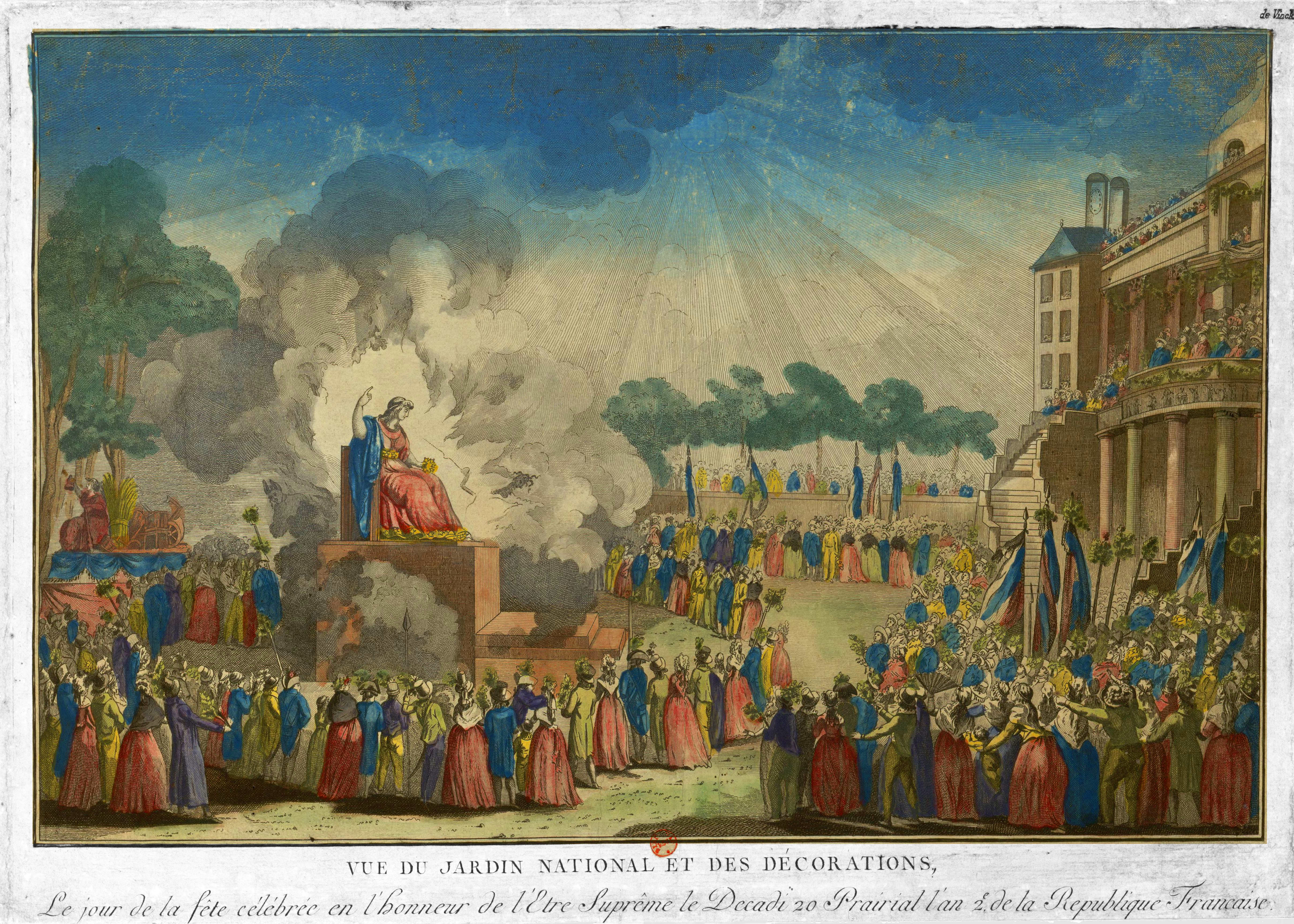
Il giardino delle Tuileries, rinominato "Jardin National" durante la Rivoluzione francese (1794)

Il 6 ottobre 1789, all'inizio della Rivoluzione francese, re Luigi XVI venne portato, contro la sua volontà, al Palazzo delle Tuileries. Il giardino venne chiuso al pubblico tranne nel pomeriggio. Alla regina Maria Antonietta e al Delfino venne concessa una parte del giardino per il loro uso privato, prima sul lato ovest della Promenade Bord d'eaux, quindi ai margini della piazza Luigi XV.
Dopo il fallito tentativo del re di fuggire dalla Francia, la sorveglianza della famiglia venne aumentata e fu loro permesso di passeggiare nel parco la sera del 18 settembre 1791, durante la festa organizzata per celebrare la nuova Costituzione francese, quando i viali del parco erano stati illuminati con piramidi e file di lanterne.
Il 10 agosto 1792, una folla assaltò il Palazzo, e le guardie svizzere del re vennero inseguite attraverso i giardini e massacrate.
Dopo la rimozione del Re dal potere e la sua esecuzione a morte, le Tuileries divennero il Giardino nazionale (Jardin National) della nuova Repubblica francese. Nel 1794 il nuovo governo assegnò il rinnovamento dei giardini al pittore Jacques-Louis David, e a suo cognato, l'architetto August Cheval de Saint-Hubert i quali concepirono un giardino decorato con portici romani, portici monumentali, colonne e altre decorazioni classiche. Il progetto di David e di Saint-Hubert non venne però mai completato. Tutto ciò che rimane oggi sono due esedre, muretti semicircolari coronati con statue nei pressi dei due stagni al centro del giardino.
Mentre il progetto di David non era ancora finito, un gran numero di statue vennero trasferite da residenze reali per essere esposte al pubblico. I giardini vennero utilizzati anche per feste rivoluzionarie. L'8 giugno 1794, una cerimonia in onore del Culto dell'Essere Supremo venne organizzata alle Tuileries da Robespierre, con scene e costumi disegnati da Jacques-Louis David. Dopo un inno scritto per l'occasione, Robespierre diede fuoco a manichini che rappresentavano l'ateismo, l'ambizione, l'egoismo e le false semplicità, rivelando una statua della saggezza.

## Il giardino delle Tuileries nel XIX secolo

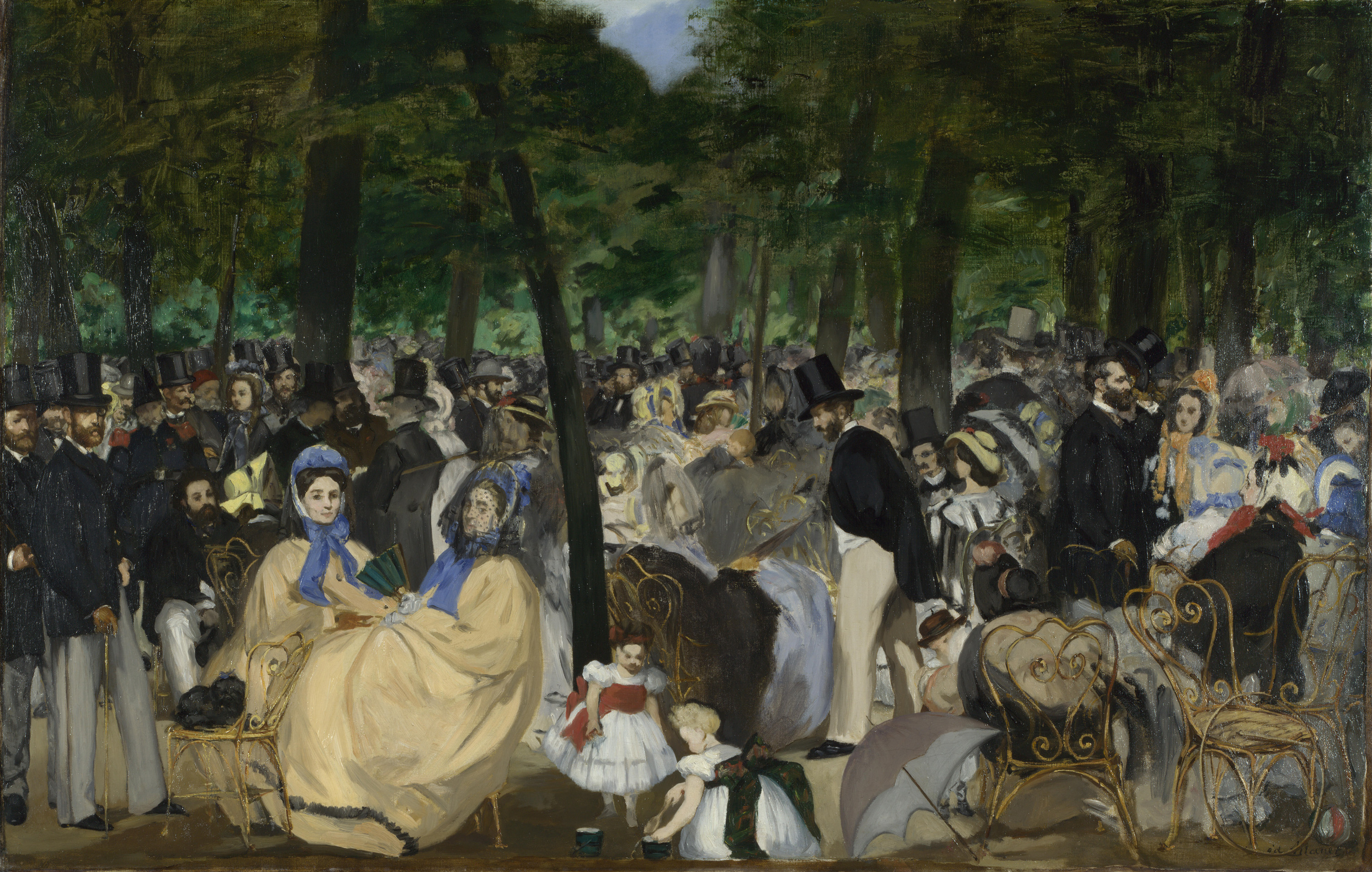
Édouard Manet, Musica alle Tuileries (1862)

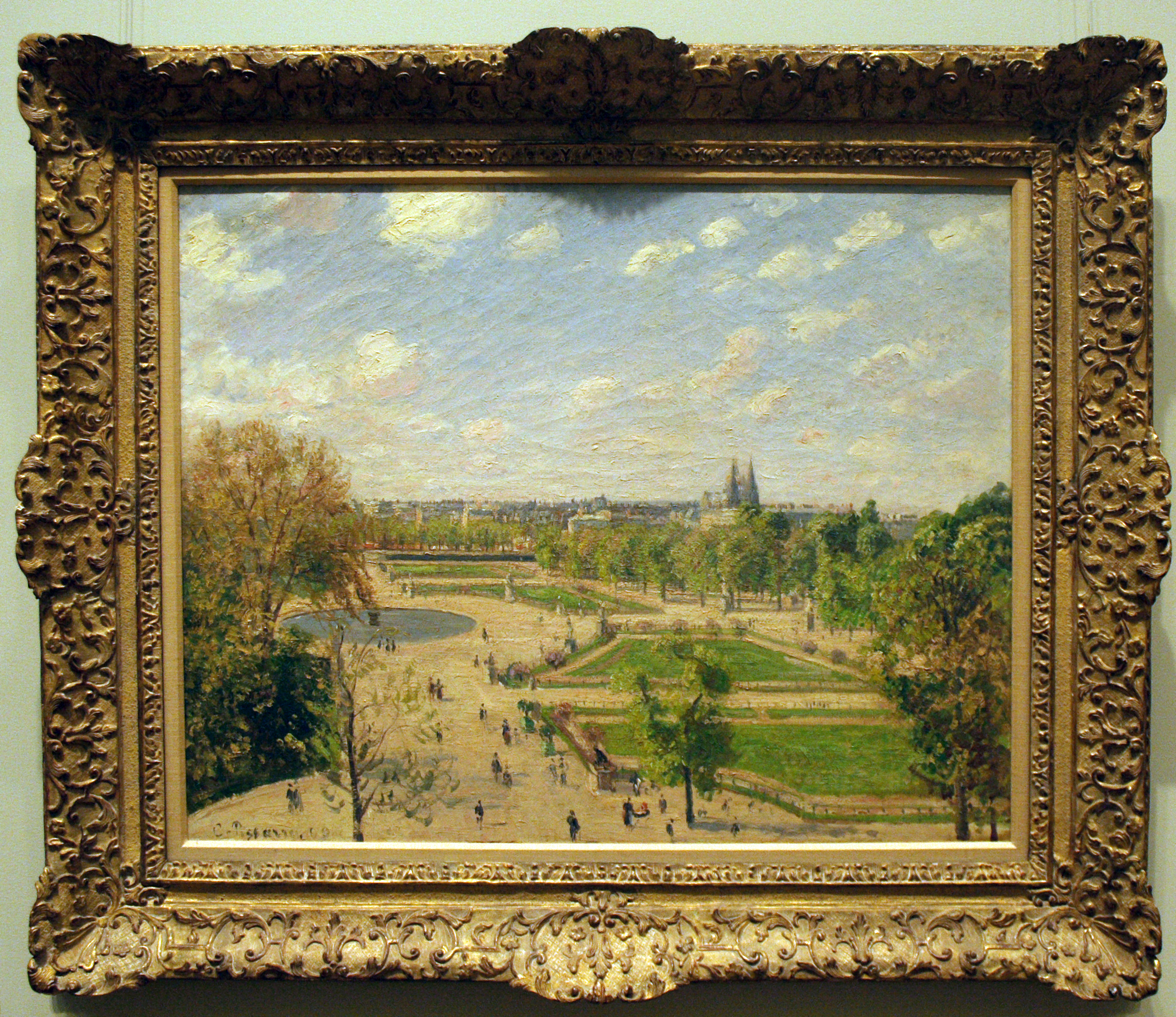
Il giardino delle Tuileries in una mattina di primavera (1899), di Camille Pissarro, (1830-1903)

Nel XIX secolo, il giardino delle Tuileries divenne il luogo preferito dai parigini per rilassarsi, incontrare amici, passeggiare, godersi l'aria fresca e il verde, e divertirsi.
Napoleone Bonaparte, in procinto di diventare imperatore, si trasferì nel Palazzo delle Tuileries il 19 febbraio 1800 e iniziò ad apportare miglioramenti per soddisfare le esigenze di una residenza imperiale. Venne creata una strada nuova tra il Louvre e Place du Caroussel, un recinto chiuso dal cortile, e venne costruito un piccolo arco di trionfo, modellato sull'arco di Settimio Severo a Roma, al centro di Place de Carrousel, come ingresso cerimoniale al suo palazzo.
Nel 1801 Napoleone ordinò la costruzione di una nuova strada lungo il bordo settentrionale delle Tuileries, attraverso lo spazio che era stato occupato dalla scuola di equitazione e maneggio costruita da Maria de' Medici, e i giardini privati di aristocratici e di conventi e ordini religiosi che erano stati chiusi durante la Rivoluzione. Questa nuova strada ha assorbito anche parte della Terrasse des Feuillants, che era stata occupata da caffè e ristoranti. La nuova strada, fiancheggiata da portici sul lato nord, venne nominata rue de Rivoli, dopo la vittoria di Napoleone nel 1797.
Napoleone fece pochi cambiamenti all'interno del giardino. Continuò a utilizzare il giardino per le parate militari e per celebrare eventi speciali, tra cui il passaggio del suo corteo di nozze il 2 aprile 1810, quando sposò l'arciduchessa Maria Luisa d'Austria.
Dopo la caduta di Napoleone, il giardino divenne, per breve tempo, l'accampamento dei soldati austriaci e russi occupanti. La monarchia venne restaurata e il nuovo re, Carlo X, rinnovò una tradizione antica celebrando il giorno di San Carlo in giardino.
Nel 1830, dopo una breve rivoluzione, un nuovo re, Luigi Filippo, divenne proprietario delle Tuileries. Voleva un giardino privato all'interno delle Tuileries e pertanto una sezione del giardino antistante il palazzo venne separata da una recinzione dal resto delle Tuileries. Un piccolo fossato, aiuole e otto nuove statue di scultori del periodo, decorarono il nuovo giardino privato.
Nel 1852, a seguito del colpo di stato che pose fine al breve governo della Seconda Repubblica Francese, il nuovo imperatore, Luigi Napoleone, divenne proprietario del giardino. Ampliò la sua riserva privata all'interno del giardino più a ovest fino al viale nord-sud che attraversa il grande bacino circolare, in modo da comprendere le due piccole vasche rotonde. Decorò il suo nuovo giardino con aiuole di piante e fiori esotici, e con nuove statue. Nel 1859 trasformò la Terrasse du Bord-de-l'Eau in un parco giochi per il figlio, il principe imperiale. Fece anche costruire i padiglioni gemelli, lo Jeu de Paume e l'Orangerie, sul lato ovest del giardino, e una nuova balaustra di pietra all'ingresso ovest. Quando l'imperatore non era a Parigi, di solito da maggio a novembre, tutto il giardino, tra cui il suo giardino privato e il parco giochi, venivano aperti al pubblico.
Nel 1870, l'imperatore Luigi Napoleone fu sconfitto e catturato dai tedeschi, e Parigi fu teatro della rivolta della Comune. Una bandiera rossa prese a sventolare sul palazzo e questo poteva essere visitato per cinquanta centesimi. Quando l'esercito combatté per riconquistare la città, i comunardi, deliberatamente, bruciarono il palazzo delle Tuileries e cercarono di bruciare anche il Louvre. Le rovine del palazzo non furono abbattute fino al 1883 e il luogo dove sorgeva il palazzo, tra i due padiglioni del Louvre, divenne parte del giardino.

## Il giardino delle Tuileries nel XX secolo

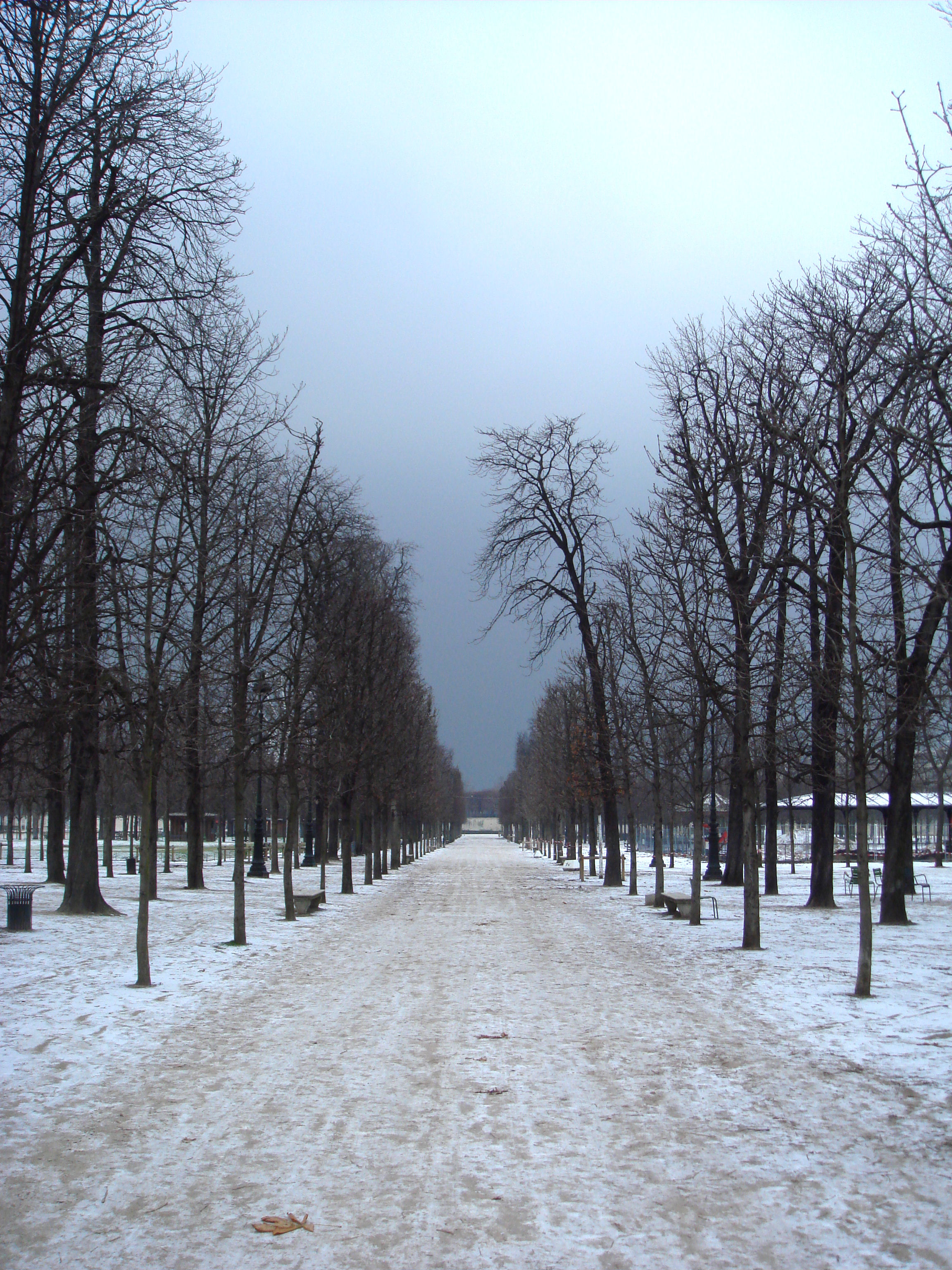
Giardino delle Tuileries in inverno.

Alla fine del XIX e all'inizio del XX secolo, il giardino delle Tuileries era pieno di intrattenimenti per il pubblico; acrobati, teatri di marionette, stand di bibite, piccole imbarcazioni sui bacini, passeggiate sull'asino, e vendita di giocattoli. Nel 1900, in occasione dei Giochi della II Olimpiade, il Giardino ospitò le gare di scherma. La pace del giardino venne interrotta dalla prima guerra mondiale nel 1914; le statue vennero protette da sacchi di sabbia, e nel 1918, due colpi di artiglieria a lungo raggio dei tedeschi colpirono il giardino.
Nel periodo fra le due guerre, lo Jeu de Paume venne trasformato in una galleria d'arte, e la parte occidentale venne utilizzata per esporre le Ninfee di Claude Monet. L' Orangerie divenne invece una galleria di arte contemporanea occidentale.
Durante la seconda guerra mondiale, lo Jeu de paume venne usato dai tedeschi come magazzino per la conservazione delle opere d'arte confiscate agli ebrei.
La liberazione di Parigi nel 1944, vide aspri combattimenti nel giardino e i dipinti di Monet, le ninfee, vennero gravemente danneggiati durante la battaglia .
Fino agli anni 1960, quasi tutte le sculture del giardino datavano al XVIII e XIX secolo. Nel 1964-65, André Malraux, ministro della Cultura per il presidente Charles De Gaulle, fece rimuovere le statue del XIX secolo che circondavano la Place du Carrousel e le fece sostituire con sculture contemporanee di Aristide Maillol.
Nel 1994, come parte del progetto del Grand Louvre lanciato dal presidente François Mitterrand, l'architetto paesaggista belga Jacques Wirtz rifece il giardino del Carrousel, con l'aggiunta di labirinti e con siepi basse che si irradiavano dall'arco di trionfo alla piazza.
Nel 1998, durante la presidenza di Jacques Chirac, sono state collocate nel giardino opere di scultura moderna di Jean Dubuffet, Henri Lawrence, Étienne Martin, Henry Moore, Germaine Richier, Auguste Rodin e David Smith. Nel 2000, sono state aggiunte le opere di artisti viventi, comprese opere di Magdalena Abakanowicz, Louise Bourgeois, Tony Cragg, Roy Lichtenstein, Francois Morrellet, Giuseppe Penone, Anne Rochette e Lawrence Weiner. Un altro insieme di tre opere di Daniel Dezeuze, Erik Dietman e Eugene Dodeigne, chiamato priere toucher (prego toccate) è stato poi aggiunto.

## Il giardino delle Tuileries nel XXI secolo

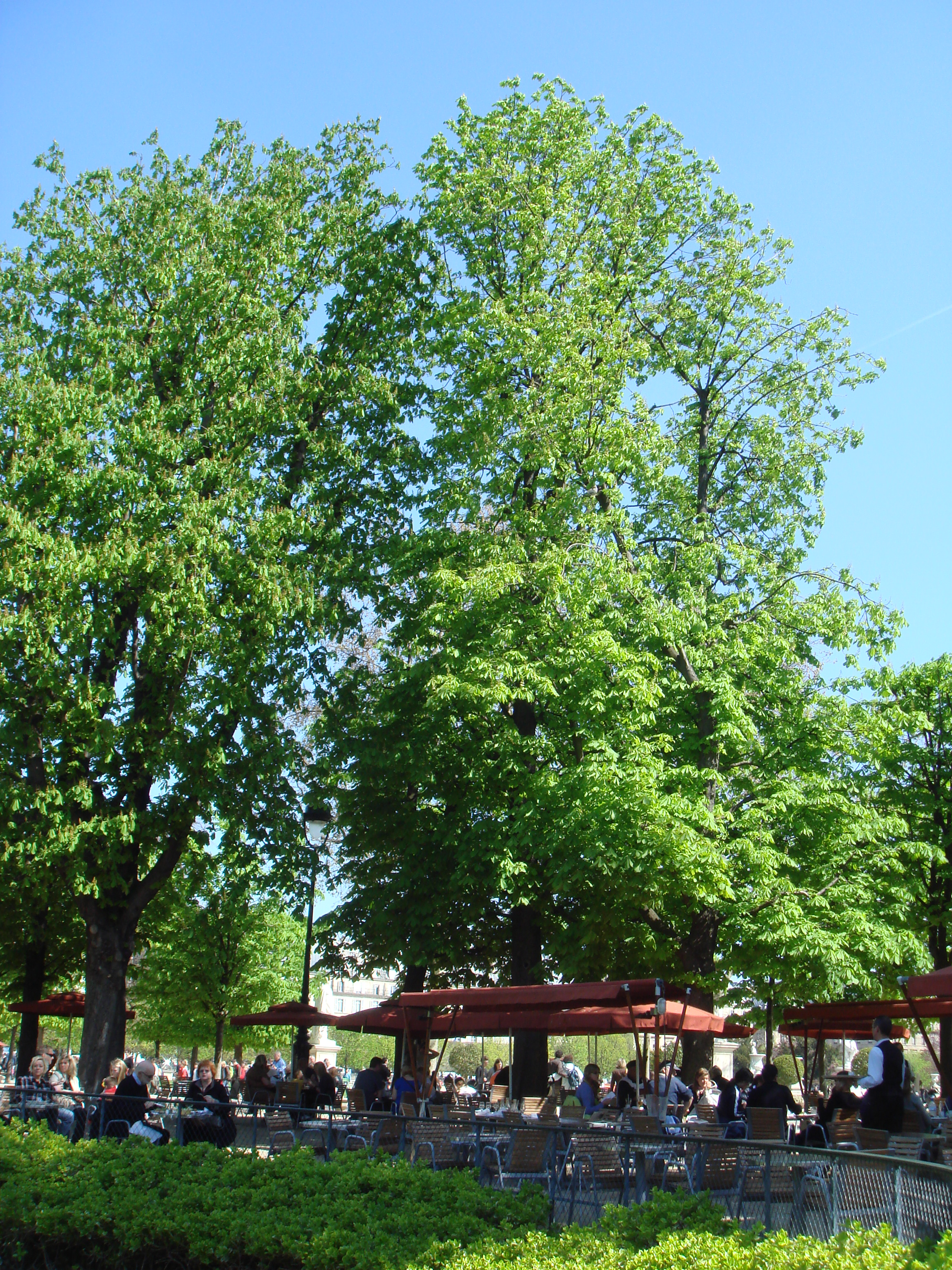
Café de Pomone, giardino delle Tuileries in primavera.

Agli inizi del XXI secolo, l'architetto paesaggista francese Pascal Cribier e Louis Benech si sono adoperati per ripristinare alcune delle soluzioni create da André Le Nôtre.

## Jardin du Carrousel
Conosciuta anche come Place du Carrousel, questa parte del giardino era precedentemente racchiusa dalle due ali del Louvre e dal Palazzo delle Tuileries. Nel XVIII secolo è stata utilizzata come piazza d'armi per la cavalleria e altre festività. L'elemento centrale è l'Arc de Triomphe du Carrousel, costruito per celebrare le vittorie di Napoleone, con sculture in bassorilievo delle sue battaglie realizzate da Jean-Joseph Espercieux. Il giardino è stato rifatto nel 1995 per presentare una collezione di ventuno statue di Aristide Maillol, che erano state messe alle Tuileries nel 1964.

## La Terrasse
La terrazza sopraelevata tra il Carrousel e il resto del giardino era utilizzata per essere uno spiazzo a fronte del Palazzo delle Tuileries. Dopo che il palazzo fu bruciato nel 1870, è stata trasformata in una strada, che è stata interrata nel 1877. La terrazza è decorata da due grandi vasi provenienti dai giardini di Versailles, e due statue di Aristide Maillol, il Monumento a Cézanne a nord e il Monumento ai caduti di Port Vendres a sud.

## Il fossato di Carlo V
Due scalinate scendono dalla Terrasse al fossato detto di Carlo V, che ricostruì il Louvre nel XIV secolo. Faceva parte delle antiche fortificazioni che originariamente circondavano il palazzo. Sul lato ovest rimangono le tracce lasciate dai combattimenti durante l'assedio infruttuoso di Parigi da parte di Enrico IV di Francia nel 1590 durante le Guerre di religione francesi. Dal 1994 il fossato è stato decorato con statue della facciata del vecchio palazzo delle Tuileries e con bassorilievi realizzati nel XIX secolo durante la Restaurazione della monarchia francese, che avrebbero dovuto sostituire i napoleonici bassorilievi sull'Arc de Triomphe du Carrousel, ma non sono mai stati messi in sito.

## Le Grand Carré de le Tuileries

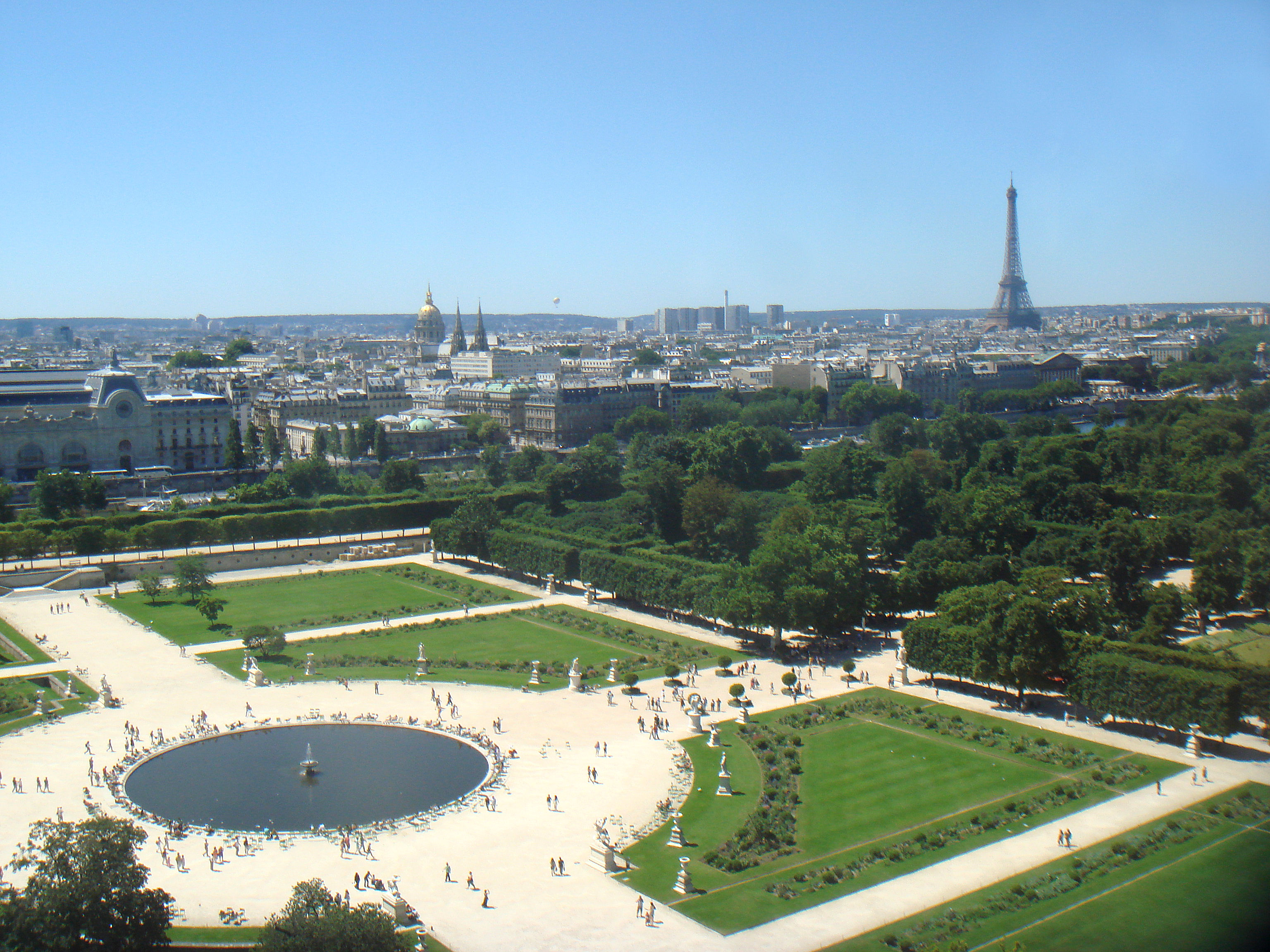
Giardino delle Tuileries, panorama.

Le Grand Carré (Grande piazza) è la parte orientale del giardino delle Tuilieries, che segue ancora il progetto di giardino alla francese realizzato da André LeNôtre inel XVII secolo.
La parte orientale del Grand Carré, intorno al bacino circolare, era il giardino privato del re sotto Luigi Filippo e Napoleone III, separata dal resto delle Tuileries da una cancellata.
La maggior parte delle statue del Grand Carré vi vennero sistemate nel XIX secolo. Fra esse:
- Nymphe (1866) e Diane Chasseresse (Diana cacciatrice) (1869), di Louis Auguste Lévêque, posta all'inizio del viale centrale che attraversa il parco da est ad ovest.
- Tigre terrasant un crocodile (Tigre che attacca un coccodrillo) (1873) e Tigress portant un paon a ses petits (Tigre che porta un pavone al suo piccolo) (1873), entrambe di Auguste Cain, presso i due piccoli stagni.
- Il bacino rotondo di grandi dimensioni è circondato da statue su temi dell'antichità, allegoria e mitologia antica. Statue con espressioni violente si alternano ad altre che ispirano serenità. Sul lato sud, a partire dall'ingresso est del grande bacino sono visibili:
- La Misère (miseria), di Jean-Baptiste Hugues, (1905).
- Périclès distribuant les couronnes aux artistes (Pericle consegna le corone agli artisti), di Jean-Baptiste Debay Pėre (1835)
- Le Bon Samaritain (il buon samaritano) di François Sicard (1896)
- "Alexandre Combattant" (Alessandro in combattimento), di Charles-François Lebœuf (1836)
- Cincinnato, di Denis Foyatier (1834)
- Médéa, di Paul Jean Baptiste Gasq (1896)

(sul lato nord, iniziando dall'entrata occidentale del bacino.)
- Le Serment de Spartacus (il giuramento di Spartaco), di Louis Ernest Barrias, (1869)
- La Comédie, di Julien Toussaint Roux (1874)
- Le Centaur Nessus enlevant Dėjanire (Il centauro Nesso che rapisce Deianira), di Laurent Honoré Marqueste (1892)
- Thésée combattant le Minotaure (Teseo contro il Minotauro), di Étienne-Jules Ramey (1821).
- Cassandre se met sous la protection de Pallas, di Aimé Miller, (1877)
- Cain venant de tuer son frére Abel (Caino di ritorno dopo l'uccisione di Abele), di Henri Vidal, (1896)

## Le Grand Couvert delle Tuileries
Il Grand Couvert è la parte di giardino coperta da alberi. I due bar del Grand Couvert prendono il nome da due famosi caffè presenti un tempo nel giardino, la caffetteria Very, presente sul terrazzo des Feuiillants dall XVIII al XIX secolo, e la caffetteria Renard, che XVIII secolo era stata luogo di ritrovo sulla terrazza occidentale.
Il Grand Couvert comprende anche le due esedre, muretti curvi costruiti per contornare le statue, sopravvissuti alla Rivoluzione Francese. Vennero costruiti nel 1799 da Jean Charles Moreau, parte di un più ampio progetto incompiuto realizzato dal pittore Jacques-Louis David nel 1794. Ora sono decorate con calchi in gesso di modanature sui temi mitologici provenienti dal parco di Luigi XIV a Marly.
Il Grand Couvert contiene numerose ed importanti opere del XX secolo e di autori contemporanei:
- L'Échiquier, Grand,(1959) di Germaine Richier
- La Grande Musicienne, (1937) di Henri Laurens
- Personnages III (1967), di Étienne Martin
- Primo Piano II (1962), di David Smith
- Confidence (2000) di Daniel Dezeuze
- Force et Tendresse (1996) di Eugène Dodeigne
- L'Ami de personne, (1999) di Erik Dietman
- Manus Ultimus, (1997) di Magdalena Abakanowicz
- Arbre des voyelles, (2000) di Giuseppe Penone
- Brushstroke Nude (1993) di Roy Lichtenstein
- Un, deux, tros, nous (2000) di Anne Rochette
- Jeanette, (circa 1933), Paul Belmondo
- Apollon, (circa 1933), Paul Belmondo

## L'Orangerie, il Jeu de Paume, e la Terrazza occidentale delle Tuileries
L'Orangerie (Musée de l'Orangerie), sul limite occidentale del giardino confinante con la Senna, venne costruita nel 1852 dall'architetto Firmin Bourgeois. Dal 1927 vi sono stati esposti i dipinti ninfee di Claude Monet. Vi si trova anche la collezione Walter-Guillaume di Impressionisti.
Sulla terrazza dell'Orangerie si trovano quattro sculture di Auguste Rodin: Le Baiser (1881–1898); Eve (1881) e La Grande Ombre (1880) e La Meditation avc bras (1881–1905). Vi è anche un'opera moderna, Grand Commandement blanc (1986), di Alain Kirili.
il Jeu de Paume (Galerie nationale du Jeu de Paume) venne costruito nel 1861 dall'architetto Viraut, e poi ampliato nel 1878. Nel 1927 divenne un annesso del Museo del Palazzo del Lussemburgo per esporre lavori di arte contemporanea provenienti dal di fuori dalla Francia. Durante l'occupazione tedesca e la seconda guerra mondiale, dal 1940 al 1944, venne utilizzato dai tedeschi come deposito per la conservazione delle opere d'arte che avevano espropriato alle famiglie ebree. Dal 1947 fino al 1986, è divenuto Musée du Jeu de Paume, che esponeva molte importanti opere di pittori impressionisti poi trasferite al museo d'Orsay. Oggi, il Jeu de Paume è utilizzato per mostre di arte moderna e contemporanea.
Sulla terrazza di fronte al Jeu de Paume si trova la scultura Le Bel Costumé (1973) di Jean Dubuffet.

## Galleria di sculture presenti nel giardino delle Tuileries

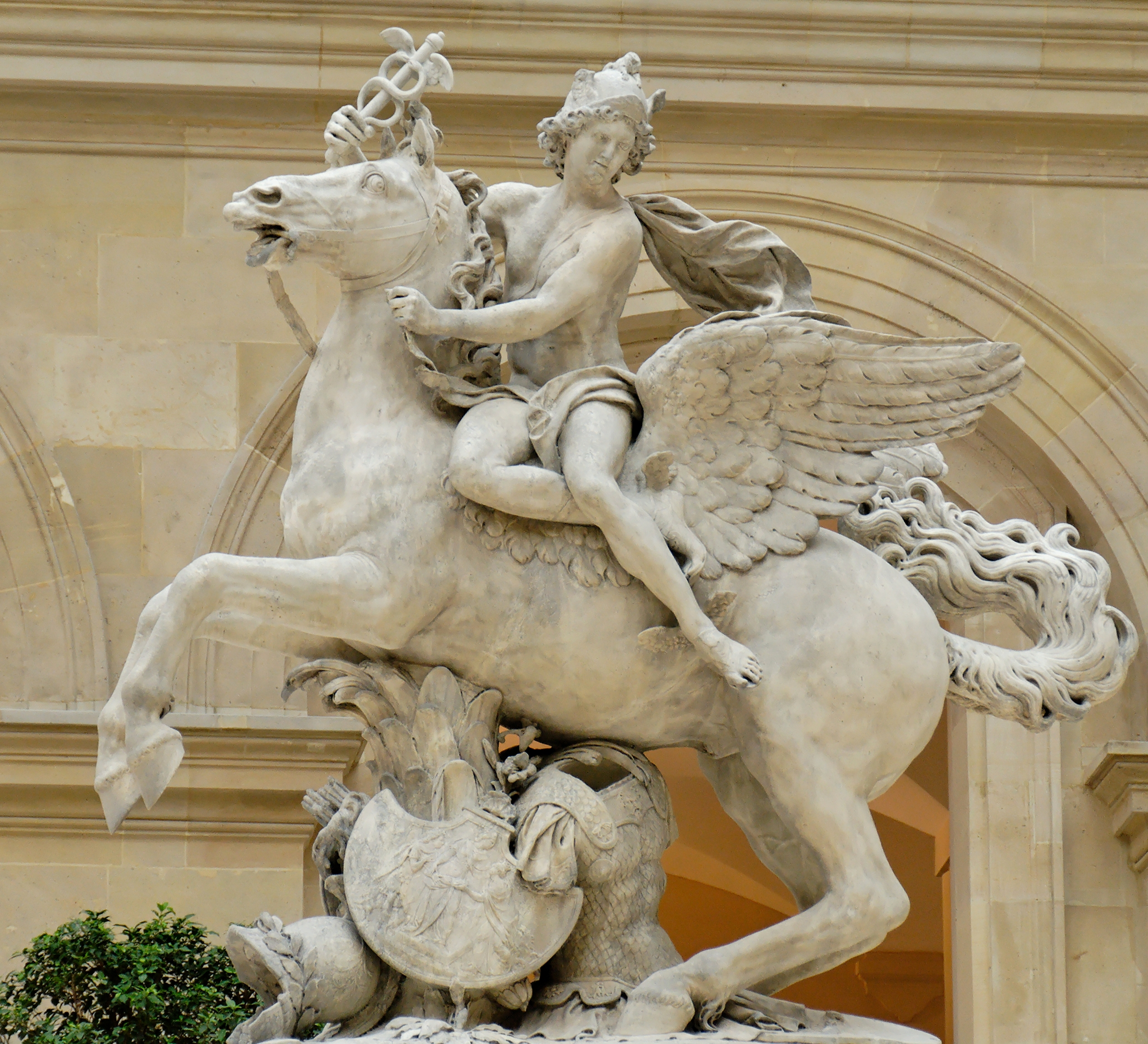
Mercurio a cavallo di Pegaso, (1701–02) di Antoine Coysevox (1640-1720). Prima a Marly, spostata alle Tuileries nel 1719 all'entrata occidentale del giardino. Nel 1986 l'originale in marmo venne spostata al Louvre e sostituita da una copia.
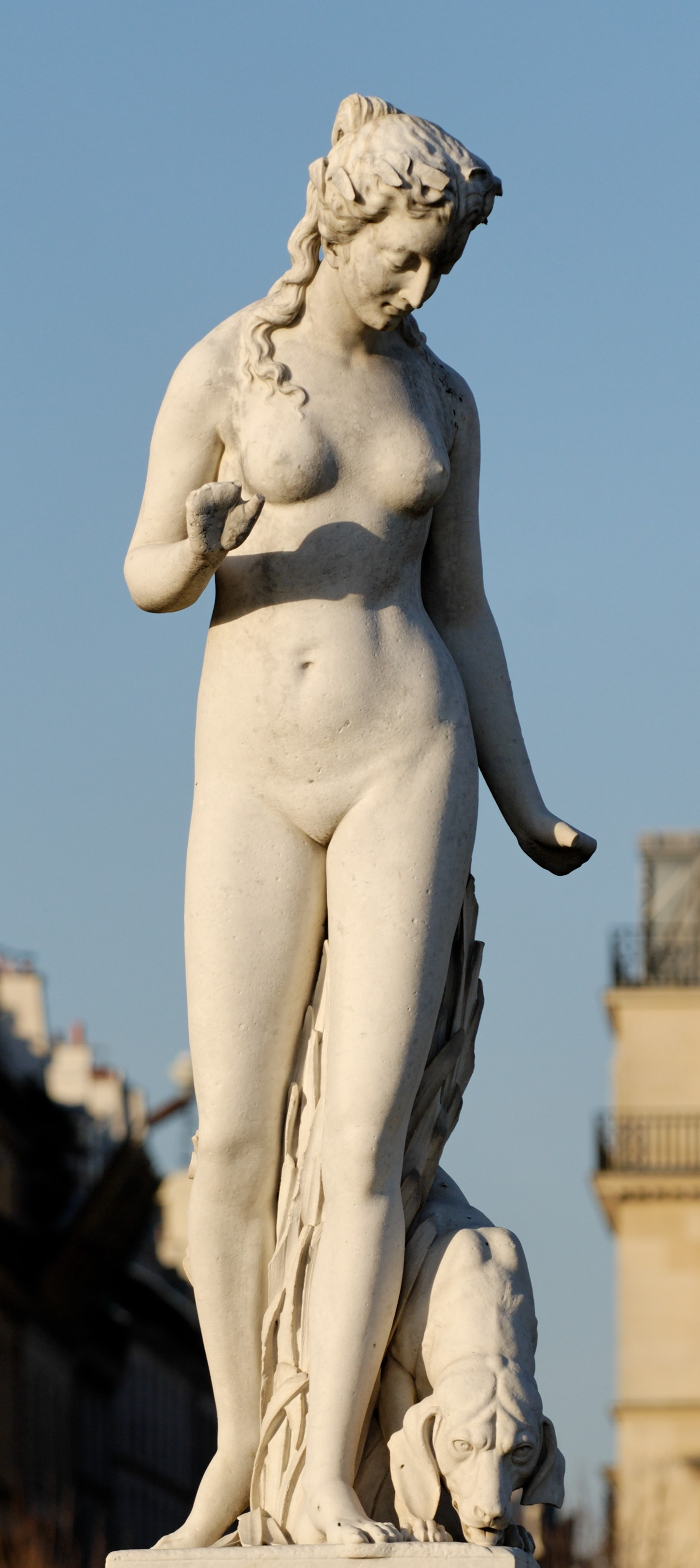
Nymphe, di Louis Auguste Lévêque (1866). Nel Grand Carré, all'inizio della Grand Allée.
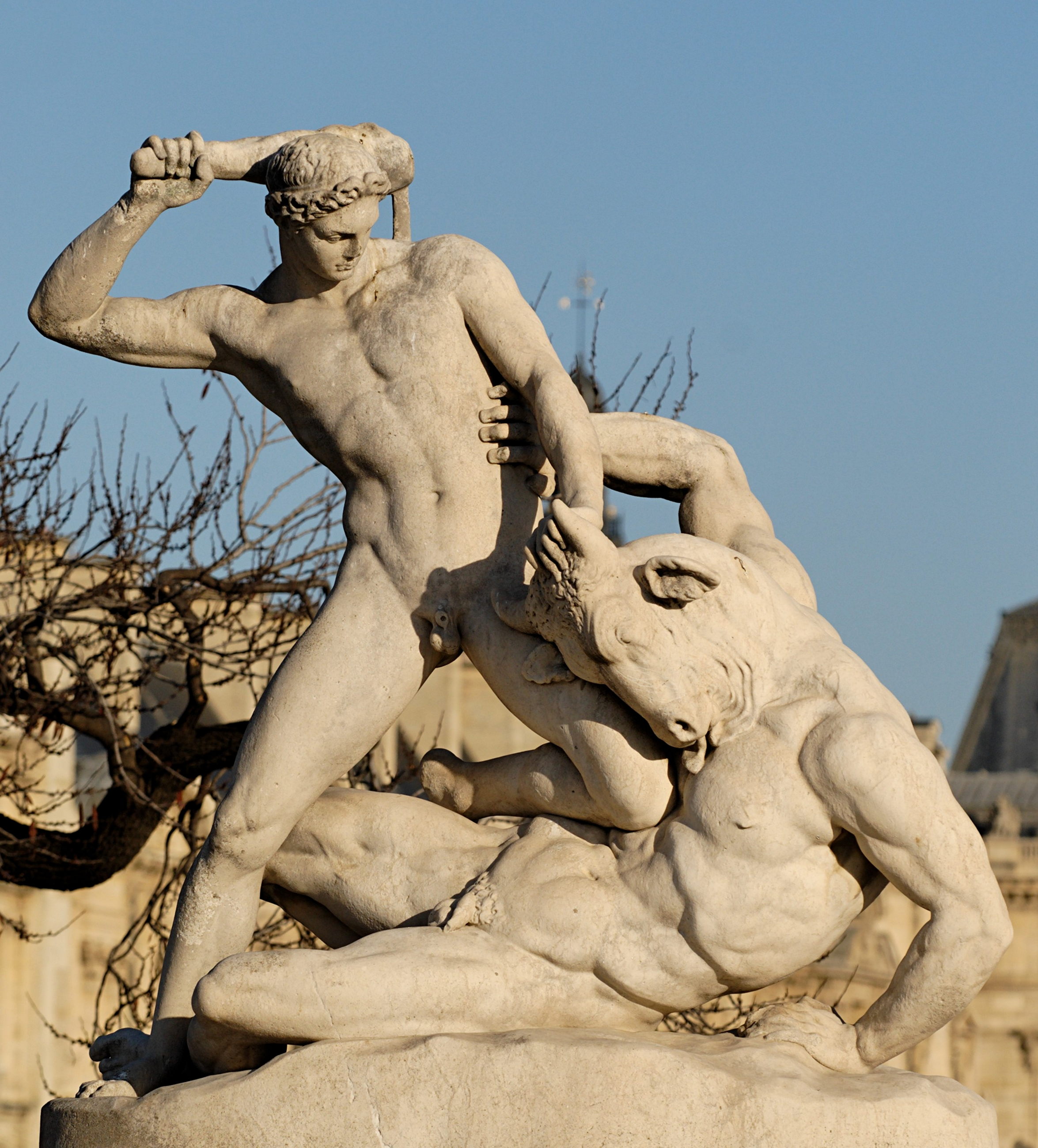
Theseus and the Minotaur (1821) di Jules Ramey, nel Grand Carré.
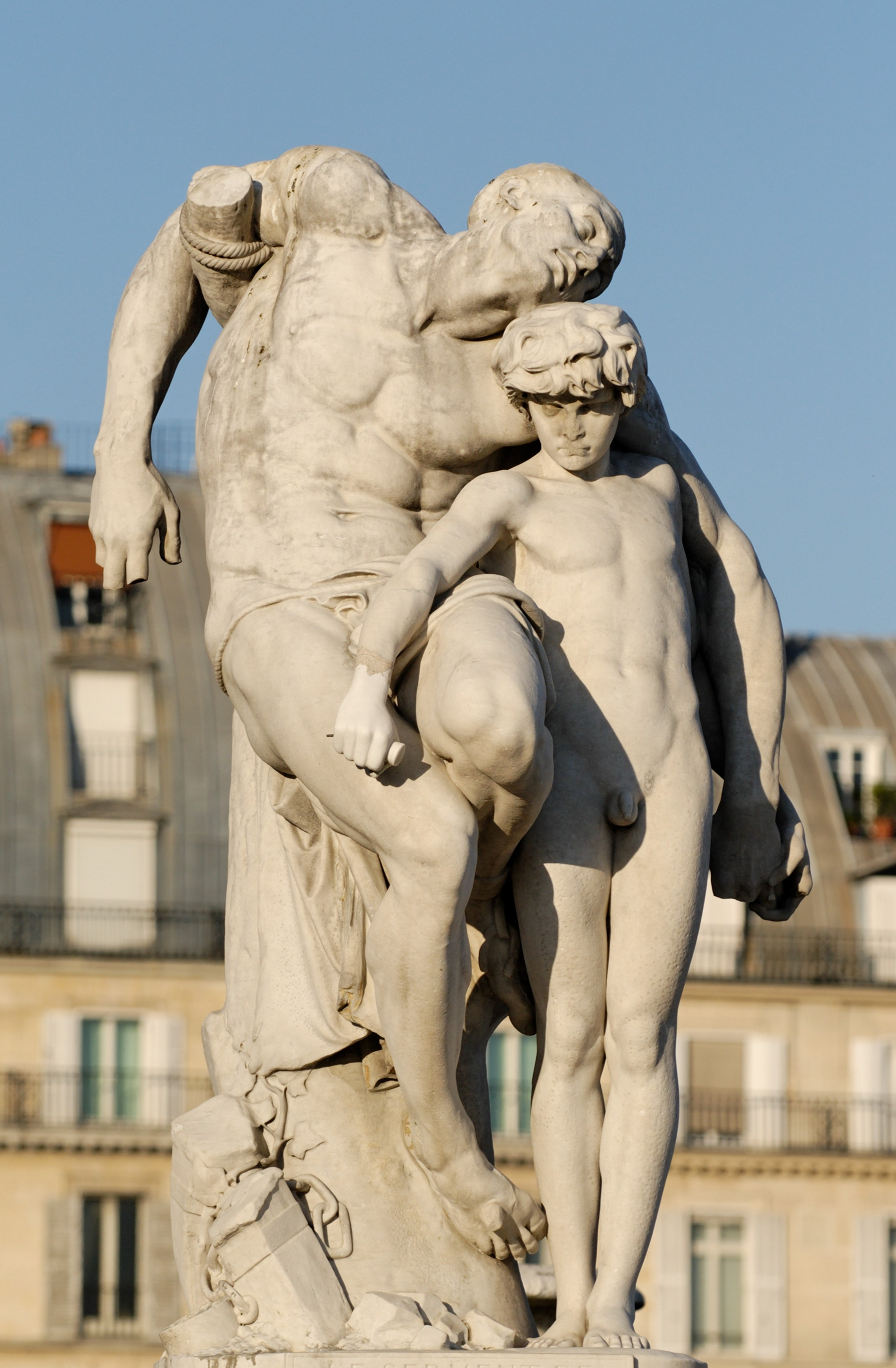
The Oath of Spartacus, (1871), di Louis-Ernest Barrias (1841-1905).
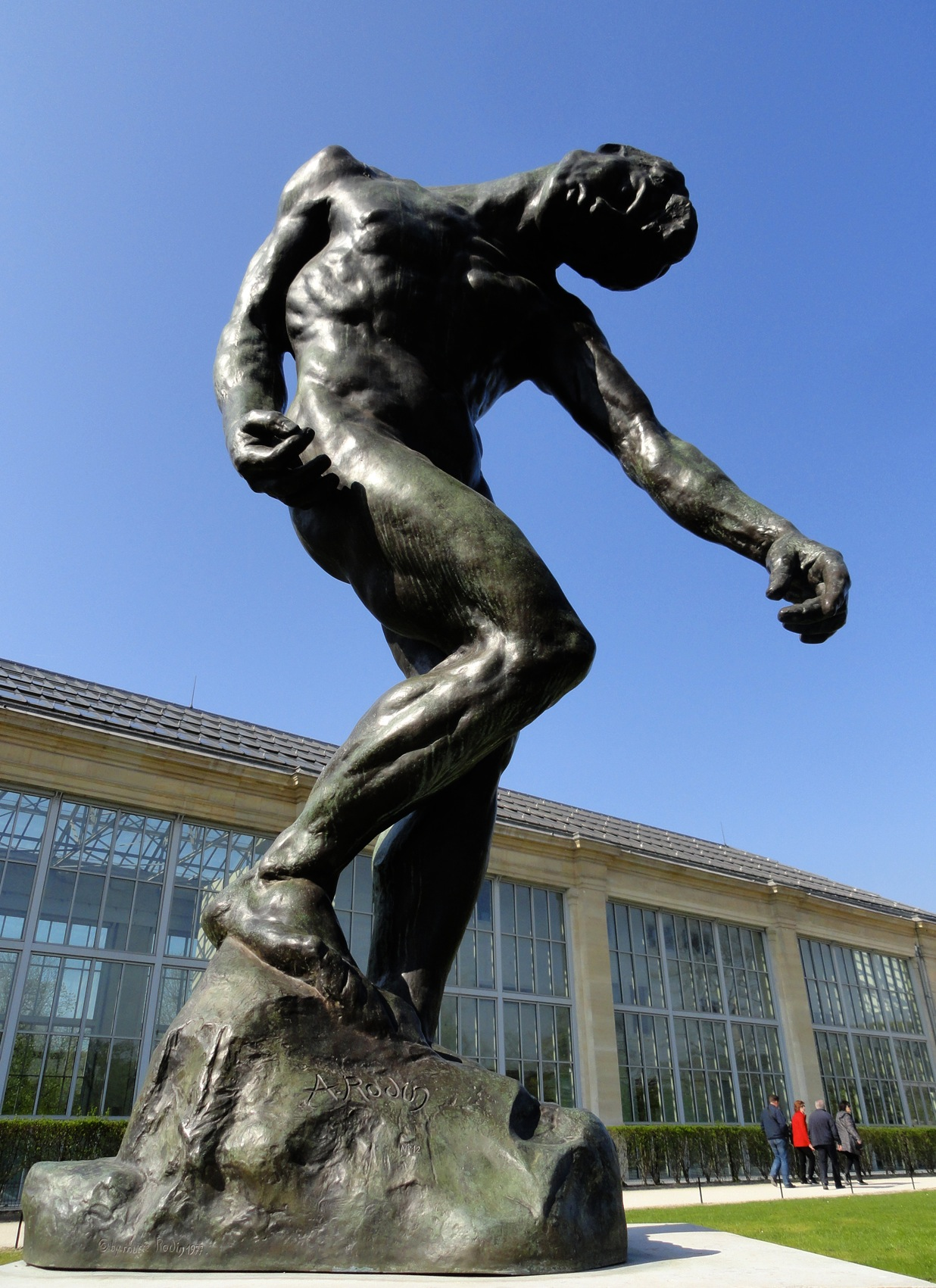
Auguste Rodin, 1881-1904, L'Ombre (l'ombra), bronzo
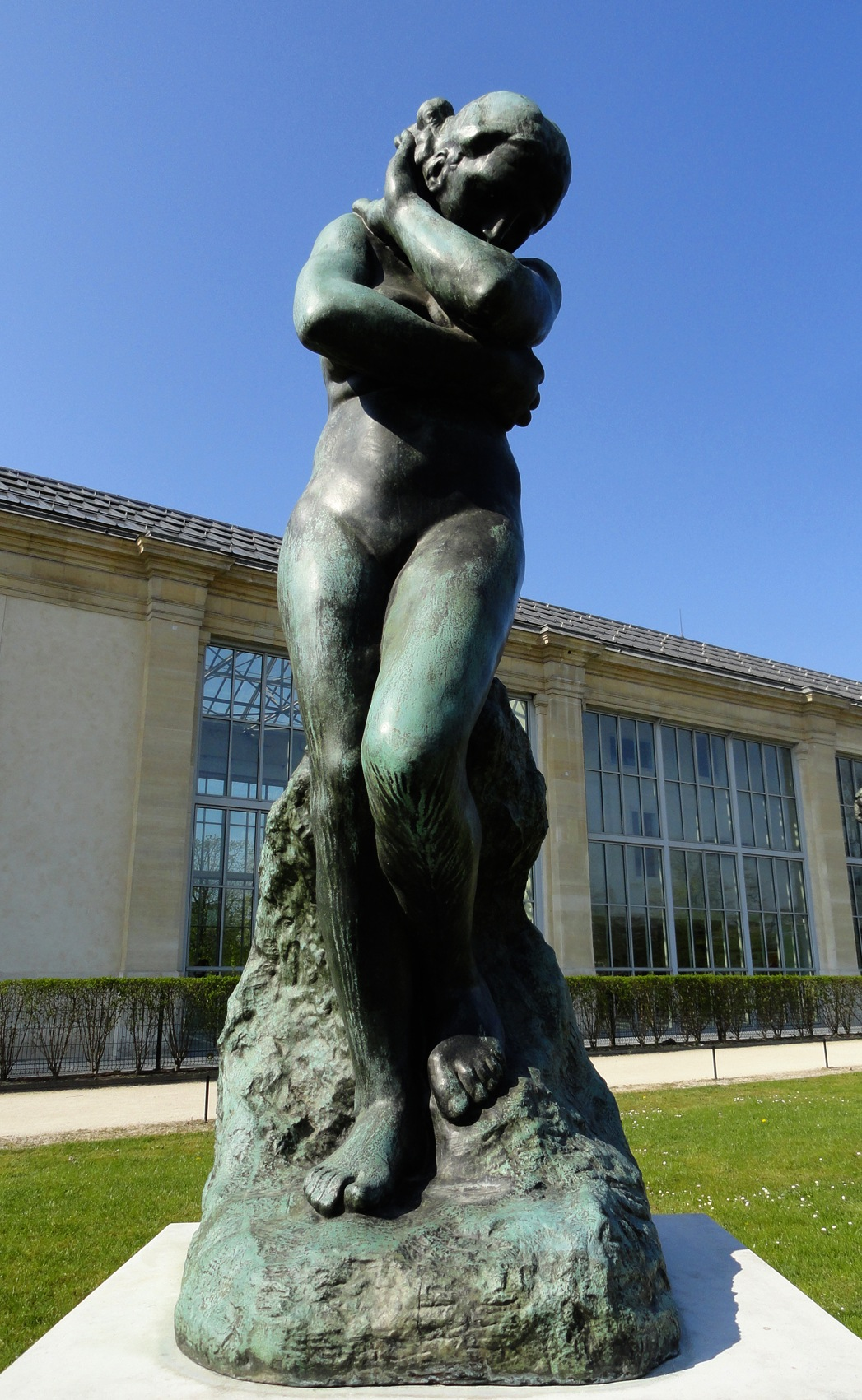
Auguste Rodin, 1881-ca.1899, Éve, bronzo.
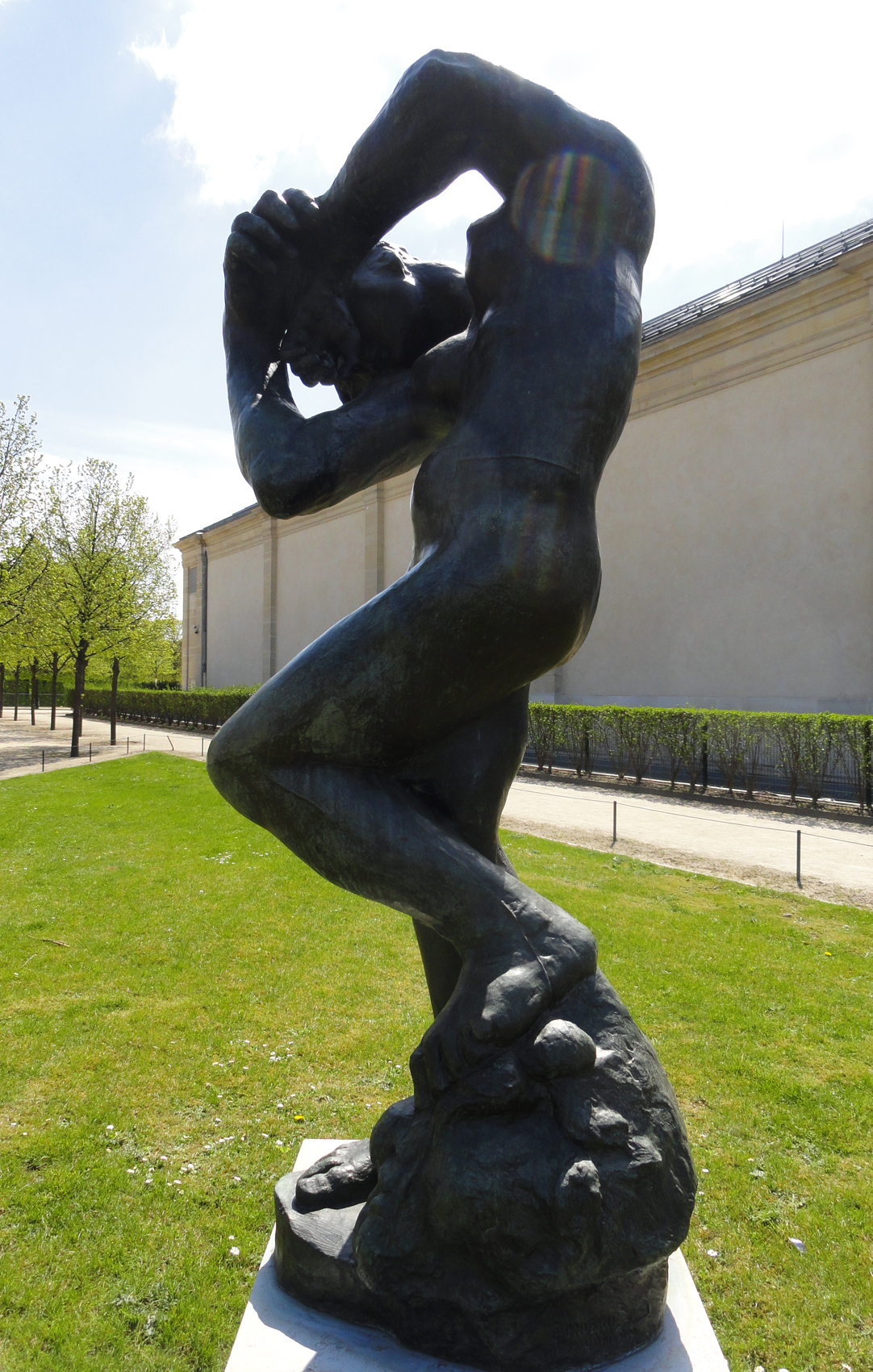
Auguste Rodin, 1881-ca.1905, Méditation avec bras, bronzo.
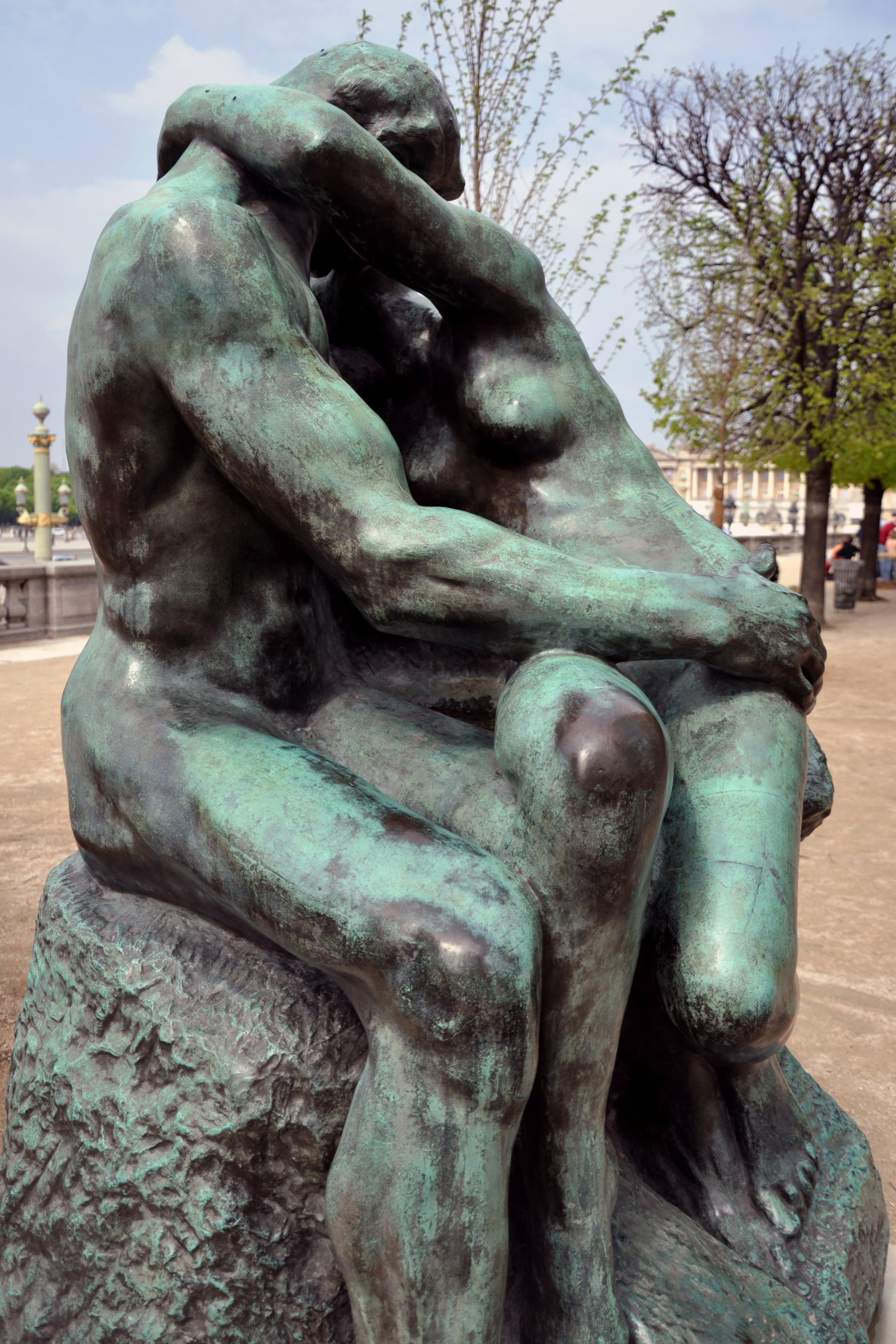
Le Baiser (il bacio), di Auguste Rodin (1934 dal marmo originale). Terrace occidentale.
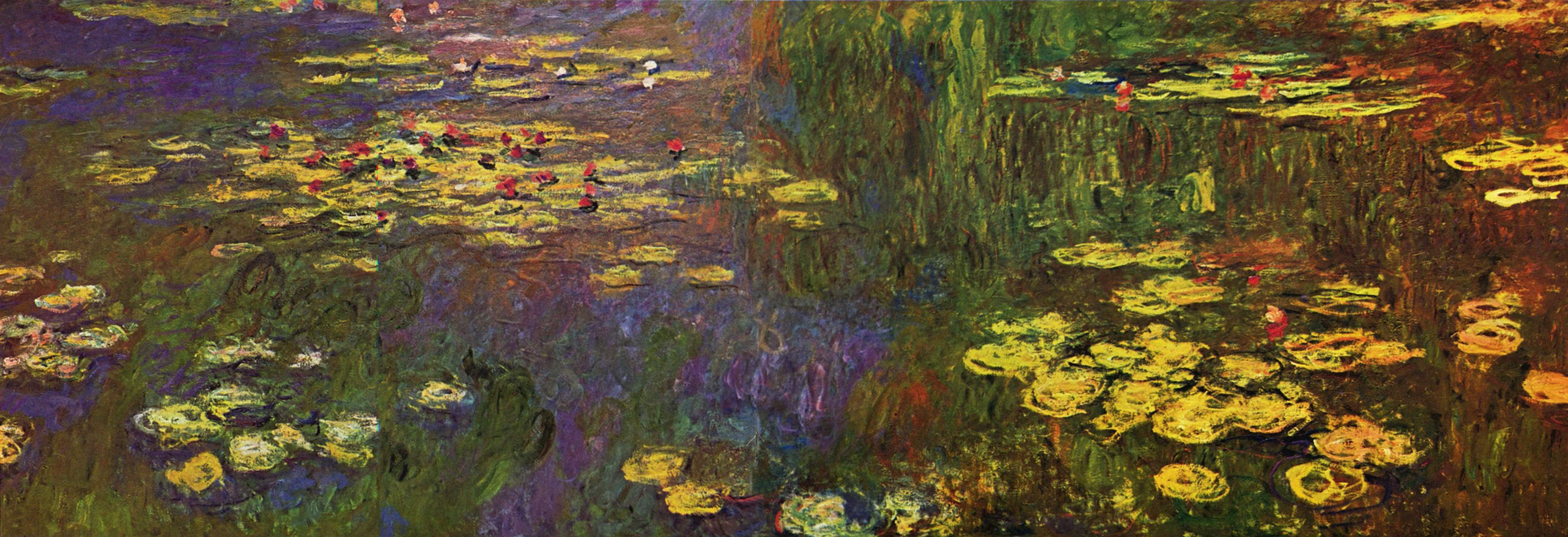
Ninfee 1920-1926, di Claude Monet, nell'Orangerie.